# Myotis petax
Myotis petax és una espècie de ratpenat del gènere Myotis. Durant molt de temps se'l considerà una subespècie de Myotis daubentonii. És una espècie en risc mínim, és a dir, no sembla que hi hagi cap amenaça significativa per a la seva supervivència.
M. petax és un ratpenat de bosc que viu a Rússia (sud i est de Sibèria, Zabaikàlie, Primórie i Sakhalín), el nord de la Xina, Mongòlia, Corea i el Japó (Hokkaido).